# Stykkið

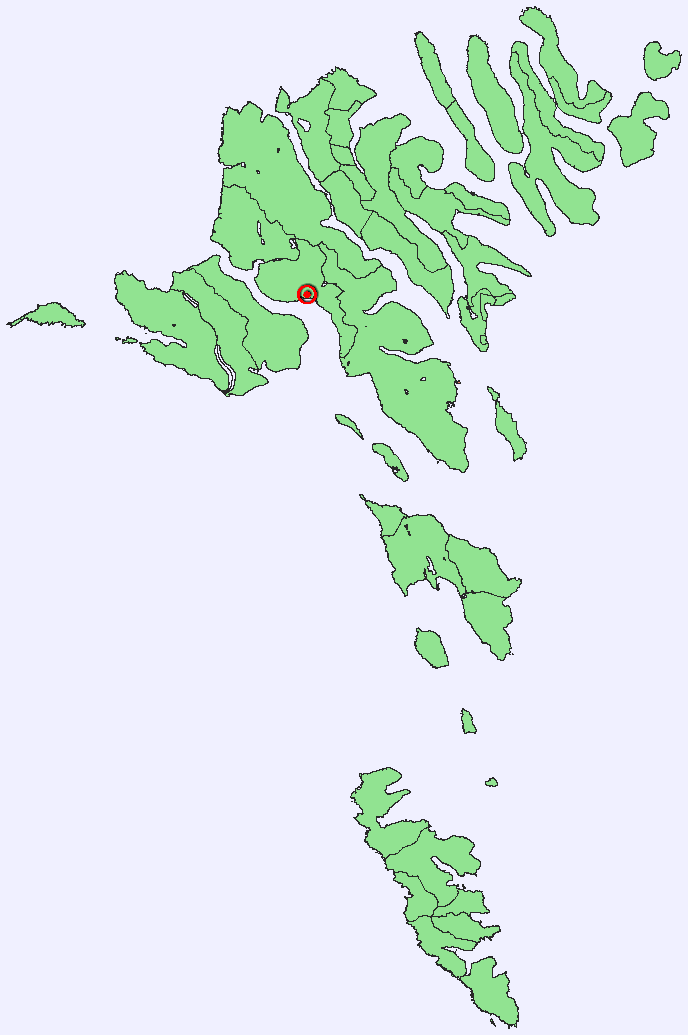

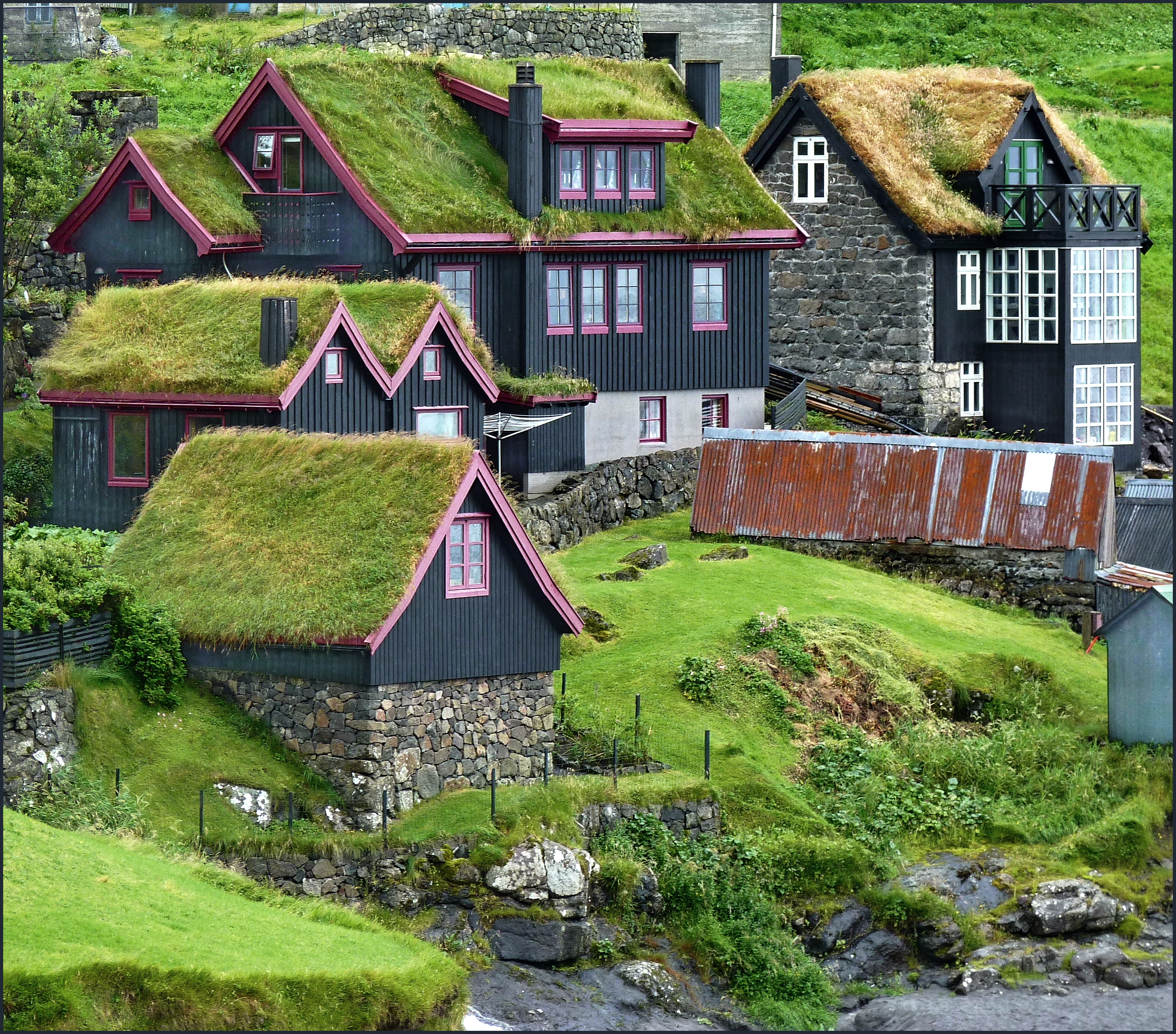
Stykkið

Stykkið [ˈstɪʰʧɪ] (dänischer Name: Stykket, wörtlich: „das Stück“) ist ein Ort der Färöer im Westen der Hauptinsel Streymoy.
- Einwohner: 40  (1. Januar 2007)
- Postleitzahl: FO-330
- Kommune: Kvívíkar kommuna

Der Ort wurde 1845 gegründet und liegt etwas oberhalb des Meeres nördlich vom Strand Leynarsandur vor Leynar. Im Westen des Ortes schließt sich Kvívík an.